# نورمان ويلسون
نورمان ويلسون (14 يناير 1931 بأوكلاند في نيوزيلندا - 28 مارس 2018) (بالإنجليزية: Norm Wilson)‏ هو لاعب كريكت نيوزلندي. لعب مع Northern Districts men's cricket team ‏.

## وصلات خارجية
- نورمان ويلسون على موقع إي آس بي آن كريك إنفو (الإنجليزية)